# 馬場菜津美
馬場　菜津美（ばば　なつみ、1991年7月1日 -）は、埼玉県出身の日本の柔道家及びレスリング選手。柔道では70kg級、レスリングでは75kg級の選手。身長は177cm。組み手は左組み。得意技は大内刈。

## 人物
柔道は5歳の時に熊谷柔道愛好会で始めた。深谷南中学から埼玉栄高校へ進むと、2年の時には金鷲旗で同級生の烏帽子美久や前田奈恵子らとともに活躍して優勝した。インターハイの団体戦では決勝で阿蘇高校に敗れて2位だった。高校選手権の団体戦では烏帽子らとともに活躍して優勝を飾った。3年の時には金鷲旗の決勝で佐藤瑠香率いる八幡工業高校を破って2連覇を達成した。インターハイ個人戦の63kg級で優勝を飾った。団体戦では決勝のメンバーからは外れたが、チームは決勝で淑徳高校を破って優勝して、高校女子柔道史上初となる団体3冠(高校選手権、金鷲旗、インターハイ)を達成した。全日本ジュニアの70kg級では決勝で高校の同級生の前田を破って優勝した。ベルギー国際では3位になった。
2010年には山梨学院大学へ進むと、1年の時には全日本ジュニア70kg級の決勝で長崎明誠高校3年の松延祐里を破って2連覇を達成した。世界ジュニアでは決勝まで進むが、オランダのキム・ポリングに有効で敗れて2位にとどまった。2年の時には優勝大会で優勝を飾った。3年の時には優勝大会と体重別団体でともに2位に終わった。4年の時には優勝大会でまたも2位にとどまった。
2014年には自衛隊体育学校の所属になると、レスリングへ転進することとなった。2014年の全日本女子オープン選手権75kg級では優勝を飾った。2015年の全日本女子オープン選手権では決勝で元世界チャンピオンの浜口京子に1-2で敗れて2連覇はならなかった。2016年の全日本選抜選手権では3位だった。2017年には2017年アジアインドア・マーシャルアーツゲームズで3位となった。

## 主な戦績
柔道での戦績
- 2008年 -　金鷲旗　優勝
- 2008年　- インターハイ　団体戦　2位
- 2009年 -　高校選手権　団体戦　優勝
- 2009年 -　金鷲旗　優勝
- 2009年　- インターハイ　個人戦　63kg級　優勝　団体戦　優勝

70kg級での戦績
- 2009年　- 全日本ジュニア　優勝
- 2010年 -　ベルギー国際　3位
- 2010年　- フランスジュニア国際　2位
- 2010年　- 全日本ジュニア　優勝
- 2010年 -　世界ジュニア　2位
- 2011年 -　優勝大会　優勝
- 2012年 -　優勝大会　2位
- 2012年 -　体重別団体　2位
- 2013年 -　優勝大会　2位

(出典、JudoInside.com)
レスリングでの戦績
- 2014年 -　全日本社会人選手権　2位
- 2014年 -　全日本女子オープン選手権　優勝
- 2014年 -　全国社会人オープン選手権　優勝
- 2014年 -　全日本レスリング選手権大会　5位
- 2015年 -　全日本社会人選手権　優勝
- 2015年 -　全日本女子オープン選手権　2位
- 2016年 -　全日本選抜選手権　3位
- 2016年 -　全日本社会人選手権　2位
- 2017年 -　2017年アジアインドア・マーシャルアーツゲームズ　3位

(出典)。